# Zorro alla corte d’Inghilterra
Zorro alla corte d’Inghilterra ist ein im deutschen Sprachraum nicht gezeigter Abenteuerfilm aus dem Jahr 1969. Die italienische Produktion unter der Regie von Franco Montemurro nutzt die fiktionale Figur des maskierten Kämpfers für Gerechtigkeit im ungewohnten Umfeld der britischen Krone.

## Handlung
Sir Basil Rutherford, der Gouverneur der Bermuda-Insel Hamilton, unterdrückt die Bewohner, missbraucht deren Eigentum und erstickt die geringsten Versuche der Auflehnung durch den Galgen. Einzig Zorro, der unerkannt eine bürgerliche Existenz als stiller Landbesitzer führt, kämpft gegen die Schreckensherrschaft des Machtpolitikers. Nachdem einmal mehr ein Mann gehängt wurde, reist Zorro nach England und offenbart der Königin Victoria das Treiben Rutherfords. Lord Percy Moore bietet sich an, Zorro zurück nach Hamilton zu begleiten – allerdings ist er nicht nur königlicher Berater und Vormund seiner Nichte Patricia, sondern verschwendet auch seinen Besitz für Spiel und Frauen. In der Tat hat Moore weniger die Hilfe für Zorro im Sinn, als seine (der Königin unbekannte) enge Freundschaft zu Rutherford zu seinem Vorteil zu nutzen. Auch sein Neffe Patrick ist unter den Begleitern.
Nach seiner Ankunft verspricht er Rutherford als Gegenleistung für dessen Gunst die Hand von Patricia. Da sich nichts an der Situation auf Hamilton geändert hat, nimmt Zorro, der sich in Patricia verliebt hat, seinen Kampf wieder auf; nun auch gegen Moore und seine Leute. Der treibt die Hochzeit Patricias voran,  die aber rechtzeitig von Zorro verhindert werden kann, während der Gouverneur von seiner enttäuschten Geliebten getötet wird. Dann trifft General Kingston ein, den die Königin geschickt hat, um die Lage zu prüfen. Zorro wird geadelt und kann nun Patricia heiraten.

## Kritik
Ein weiterer Film mit der bekannten Figur des populären Zorro, der sich kaum von seinen Vorgängern unterscheidet, wenn er auch sorgfältig gemacht ist – die Geschichte ist konventionell und die Handlung vorhersehbar, so schrieben die Segnalazioni Cimenatografiche.